# New Zealand Army
Die New Zealand Army (Maorisch: Ngāti Tūmatauenga, wörtlich Stamm der Kriegsgott) bildet die Landstreitkräfte der New Zealand Defence Force. Gegenwärtig besteht sie aus etwa 4500 Mann.

## Geschichte

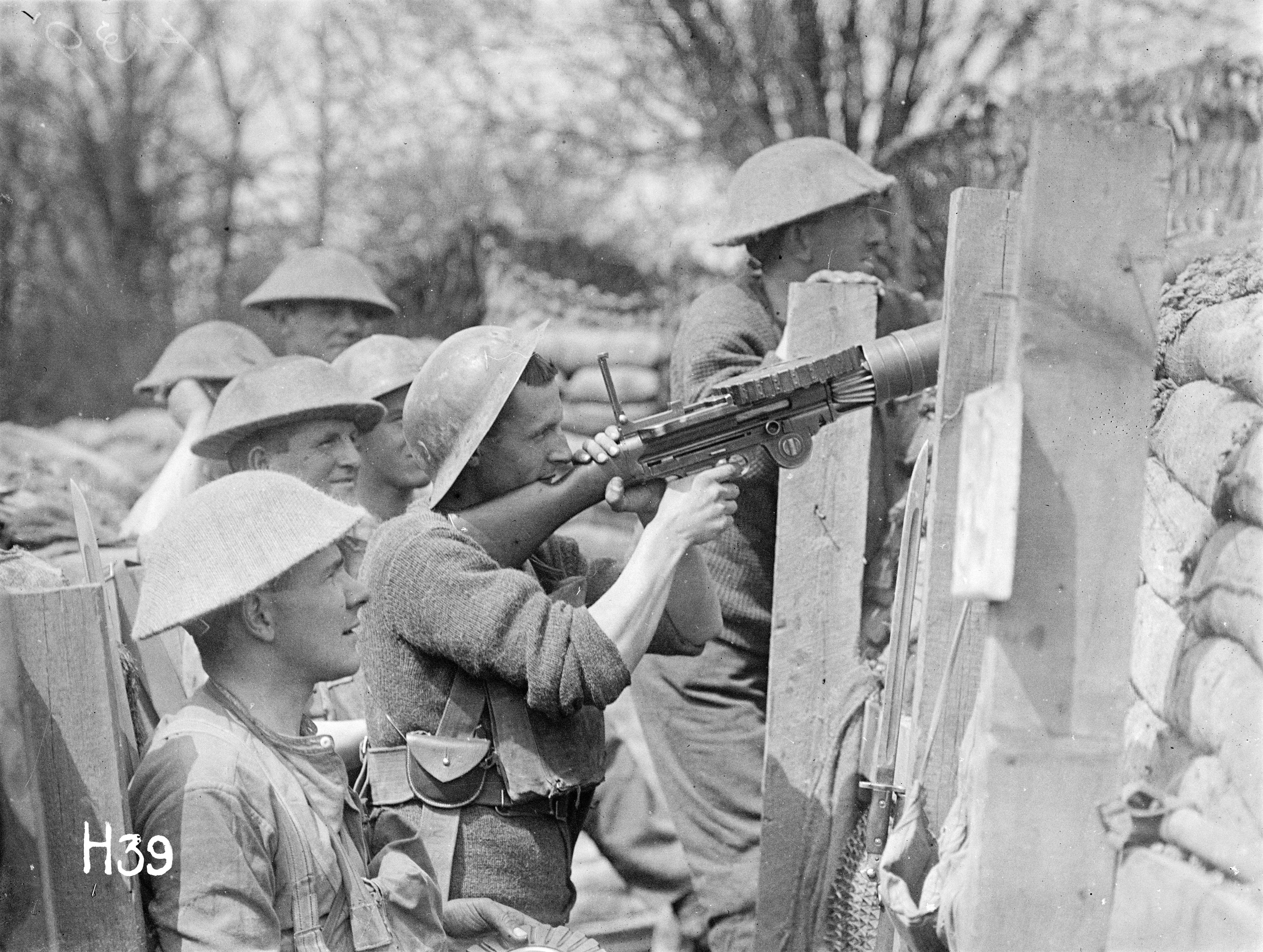
Neuseeländische Soldaten während des Ersten Weltkriegs

Die Gründung der Armee geht auf die Neuseelandkriege ab 1843 zurück, in dem sich britische Einwanderer in militärischen Einheiten zum Kampf gegen die Māori zusammenfanden. Diese Truppe wurde 1862 in Colonial Defence Force und später in Permanent Force umbenannt. Unter britischem Kommando wurden während des Zweiten Burenkriegs zehn Kontingente neuseeländischer Infanterie nach Südafrika entsandt. Im Ersten Weltkrieg wurden mit der New Zealand Expeditionary Force überwiegend Infanterieverbände zu Kriegsschauplätzen in Europa und im Nahen Osten geschickt. Dieses Engagement wurde im Zweiten Weltkrieg fortgesetzt. Soldaten der New Zealand Army kämpften u. a. auf Kreta, in Nordafrika oder Italien. Zudem kämpften Neuseeländer im Koreakrieg und Vietnamkrieg, sowie u. a. in Osttimor, dem Golfkrieg und in Afghanistan.

## Gegenwart

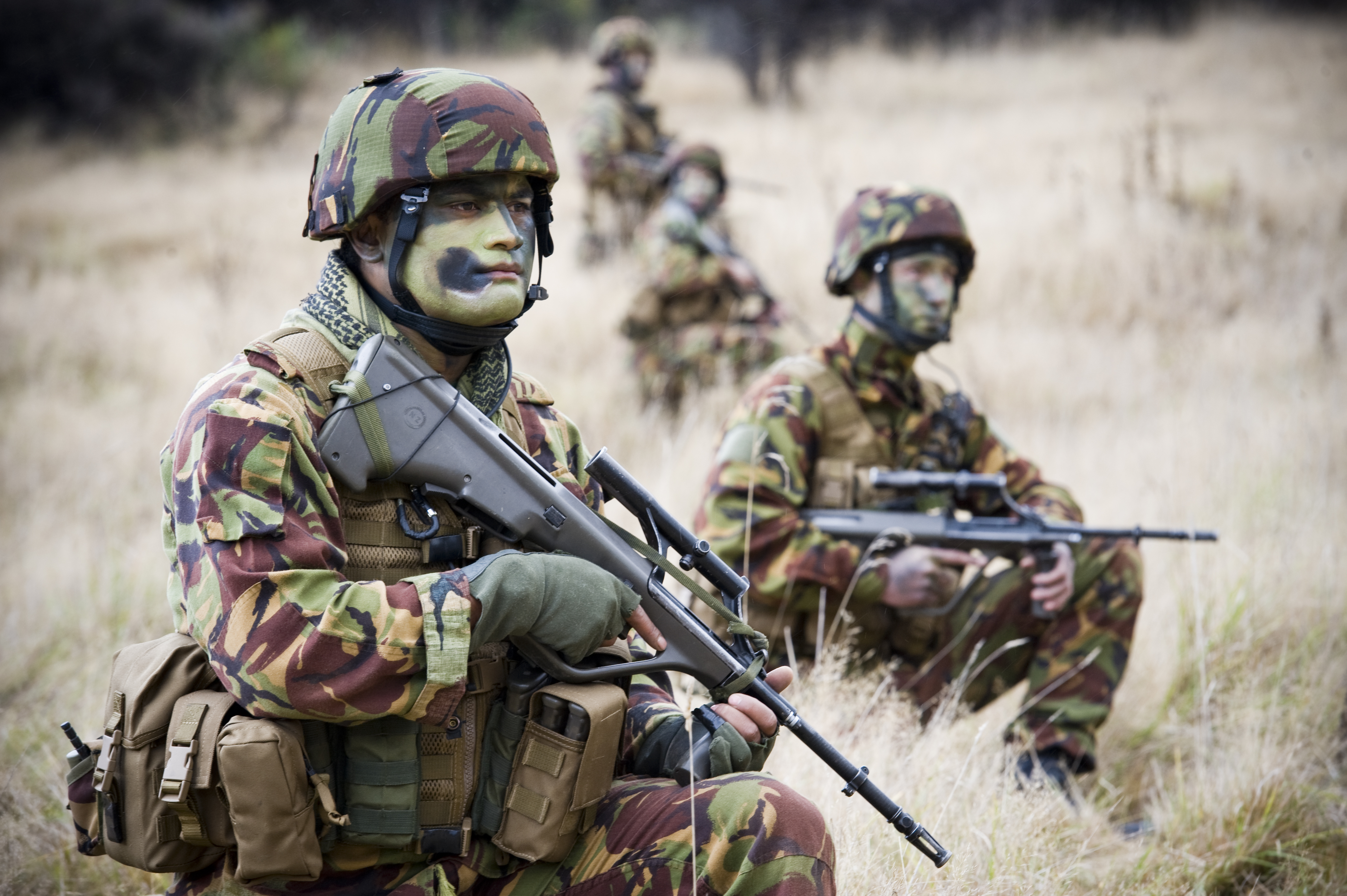
Infanteristen während einer Übung, 2011

Die New Zealand Army ist derzeit (2017) an verschiedenen Orten weltweit im Einsatz. Dabei sind es für allem Operation im Einsatz der UN.
- Afghanistan, nachdem die neuseeländische Armee im April 2013 ihren Einsatz in Afghanistan beendet hatte, blieben aber Soldaten zu Ausbildungszwecken noch in dem Land.[3]
- Irak: Seit 2015 sind dort etwa 100 neuseeländische Soldaten als Ausbilder stationiert.[4]
- Sinai / Ägypten: rund 20 Soldaten überwachen die Sicherheit ab Basis des Friedensvertrages zwischen Ägypten und Israel[3]
- Naher Osten: mindestens 2 Soldaten sind im Auftrag der United Nations Truce Supervision Organization im Einsatz.[3]
- Sudan: 1-2 Soldaten im Einsatz für die United Nations Mission in the Republic of South Sudan.[3]
- Südkorea: 1-2 Soldaten im Einsatz für die United Nations Command, Military Armistice Commission, Korea.[3]

Bis zu 1500 Truppen dürfen auf dem Gebiet der BRD stationiert werden. Normalerweise soll ein Aufenthalt 30 Tage nicht überschreiten, kann aber auf zwei Jahre verlängert werden.

## Organisation
Die New Zealand Army gliedert sich in mehrere Regimenter und Korps. Ebenfalls zur Army gehört der New Zealand Special Air Service (NZSAS).
- Royal New Zealand Infantry Regiment (Infanterieregiment)
- Royal New Zealand Armoured Corps (Panzerkorps)
- Royal Regiment of New Zealand Artillery (Artillerieregiment)
- Corps of Royal New Zealand Engineers (Pioniere)
- Royal New Zealand Corps of Signals (Fernmeldetruppe)
- Royal New Zealand Army Logistic Regiment (Logistikregiment)
- Royal New Zealand Army Medical Corps (Medizinkorps)
- Royal New Zealand Army Nursing Corps (Schwesternkorps)
- Royal New Zealand Army Dental Corps (Zahnmedizinkorps)
- Corps of Royal New Zealand Military Police (Militärpolizei)
- Joint Services Fire Training School (Ausbildungseinheit)
- New Zealand Army Band (Armeeband)
- New Zealand Intelligence Corps (Militärgeheimdienst und Aufklärung)

Struktur der New Zealand Army seit 28. Februar 2020

## Ausrüstung
Die New Zealand Army führt als Standardwaffen das Steyr AUG sowie das 5,56-mm-Gewehr der Lewis Machine and Tool Company. Es sind auch zahlreiche andere Handfeuerwaffen der Firmen Glock oder Browning im Einsatz. An Artillerie werden L16, die L118 Haubitze und das M6 Mortar benutzt. Die Army verfügt über keine eigenen schweren Kampfpanzer, dafür aber über mehrere modifizierte Radschützenpanzer LAV III. Zudem werden Transport- und Unterstützungsfahrzeuge wie der Steyr-Puch Pinzgauer verwendet.